# 淮上区
淮上区（わいじょう-く）は、中華人民共和国安徽省蚌埠市に位置する市轄区。

## 行政区画
- 鎮:小蚌埠鎮、呉小街鎮、曹老集鎮、梅橋鎮、沫河口鎮